# Macronemurus wittei
Macronemurus wittei is een insect uit de familie van de mierenleeuwen (Myrmeleontidae), die tot de orde netvleugeligen (Neuroptera) behoort. 
Macronemurus wittei is voor het eerst wetenschappelijk beschreven door Navás in 1932.